# Отеген (Восточно-Казахстанская область)
Отеген (каз. Өтеген) — село в Тарбагатайском районе Восточно-Казахстанской области Казахстана. Входит в состав Карасуского сельского округа. Код КАТО — 635847600.

## Население
В 1999 году население села составляло 381 человек (178 мужчин и 203 женщины). По данным переписи 2009 года, в селе проживало 195 человек (105 мужчин и 90 женщин).